# Marmarashen
Marmarashen (en armenio: Մարմարաշեն) es una comunidad rural de Armenia ubicada en la provincia de Ararat.
En 2008 tenía 3281 habitantes. Hasta 1967, la localidad era conocida como "Aghhamzalu".
Fue fundado en 1828-1829 por inmigrantes procedentes de las zonas de Khoy y Salmas en el actual Armenia Oriental.
Se ubica en la periferia meridional de Ereván, justo al este de Masis sobre la carretera H8 que une Ereván con Artashat.

## Demografía
Evolución demográfica:
| Año        | 1897 | 1926 | 1939 | 1959 | 1979 | 2001 | 2004 |
| Habitantes | 793  | 658  | 671  | 416  | 2349 | 3112 | 3138 |